# Cuestión armenia

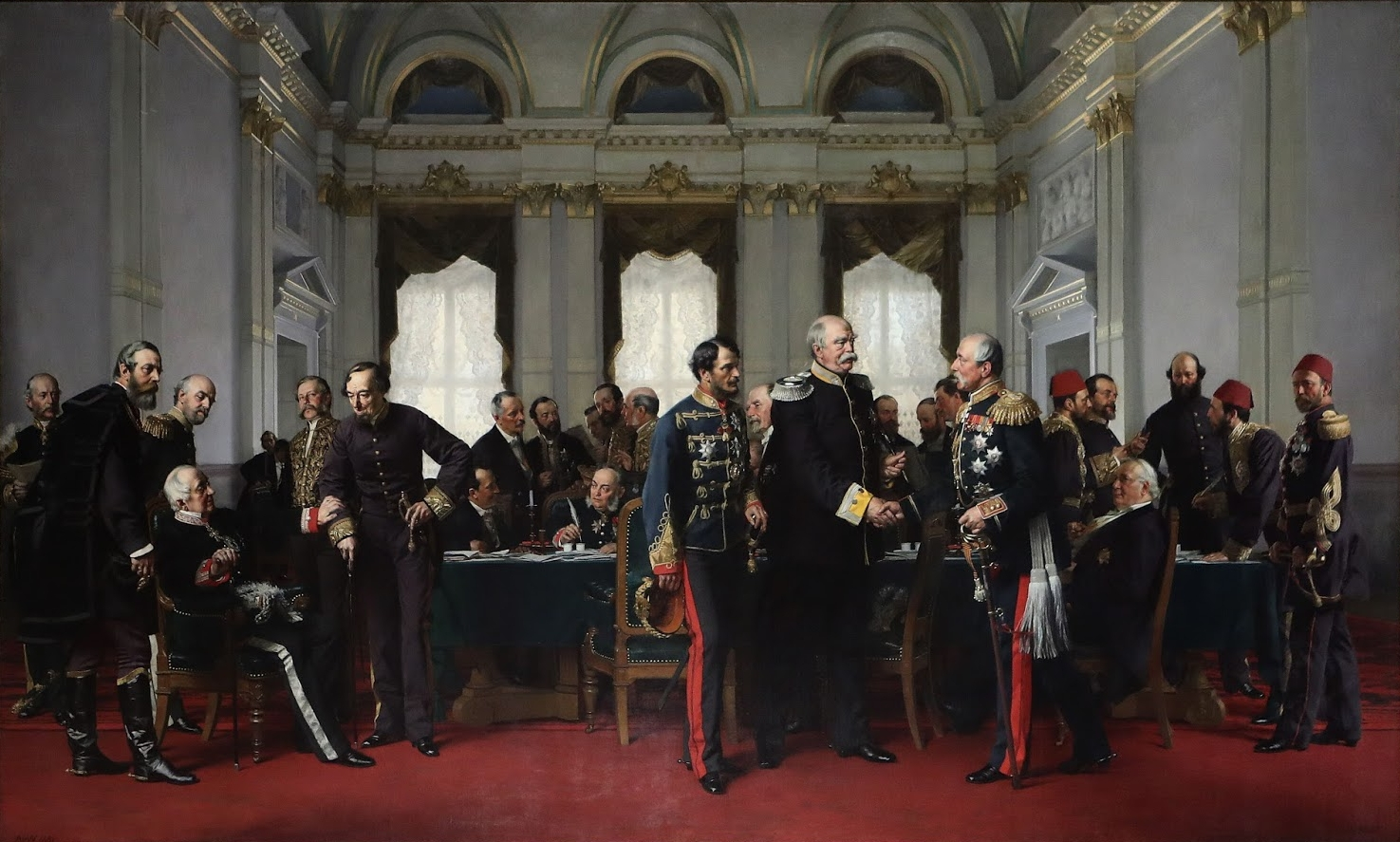
Congreso de Berlín, representación artística de Anton von Werner.

Dentro de lo que a lo largo del siglo XIX se conoció como la "Cuestión Oriental", o el conjunto de políticas, conflictos y maniobras diplomáticas motivadas por los deseos de las potencias europeas de hacerse con los restos de un Imperio otomano en decadencia, la Cuestión armenia fue el aspecto relativo al pueblo armenio otomano y comenzó a tener una dimensión internacional importante sobre todo tras el Congreso de Berlín. 

## Orígenes

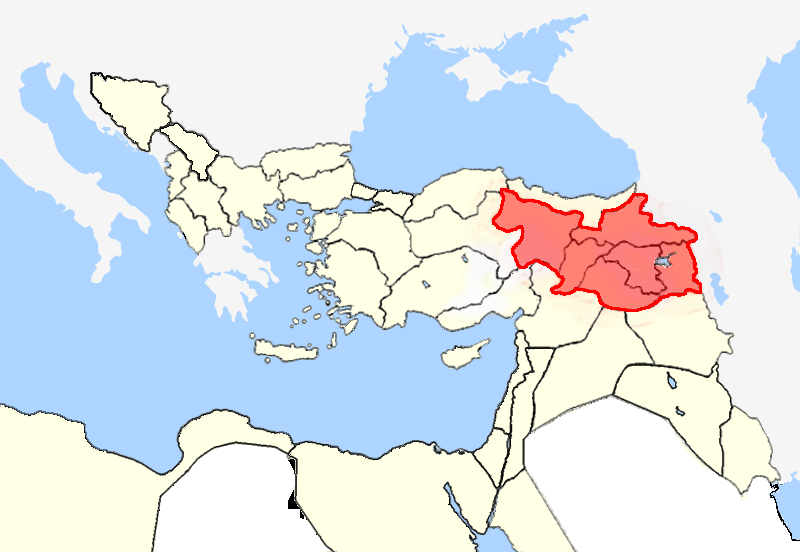
Seis vilayatos armenios en el Imperio otomano.

El artículo 61 del Tratado internacionalizó la Cuestión Armenia al reconocer la necesidad de reformas "en las provincias habitadas por armenios" por parte del gobierno otomano, y la responsabilidad de las potencias europeas en vigilar su cumplimiento.

La Sublime Puerta [gobierno otomano] se encargará de realizar, sin más retraso, las mejoras y las reformas que exigen las necesidades locales en las provincias habitadas por armenios, y garantizar su seguridad contra circasianos y kurdos. Dará conocimiento periódico de las medidas tomadas a tal efecto a las potencias que vigilarán su aplicación.

Pero ni este artículo ni el siguiente (artículo 62), que velaba por los derechos religiosos, civiles y políticos así como el acceso a los empleos públicos y los honores, fueron garantizados por las naciones firmantes según establecía el derecho internacional de la época. Como tampoco fueron cumplidos por el gobierno otomano. Lo cual empujó durante 30 años a los reformadores armenios a ilusiones peligrosas además de convencer a las autoridades otomanas de que la población armenia representaba un problema real para la integridad del imperio.
Las crecientes demandas armenias sobre su reconocimiento como nación, estuvo apoyada desde Europa por grupos de intelectuales emigrados que formaron comités para protestar contra los abusos del gobierno otomano y tratar de convencer a los estados europeos de la necesidad de su intervención.
Sin embargo, estas reivindicaciones y la represión desatada contra los armenios, fundamentalmente durante la última década del siglo XIX, no motivaron más acción entre los estados europeos que declaraciones de condena, que en nada modificaron la política interna en el país.

## Política británica

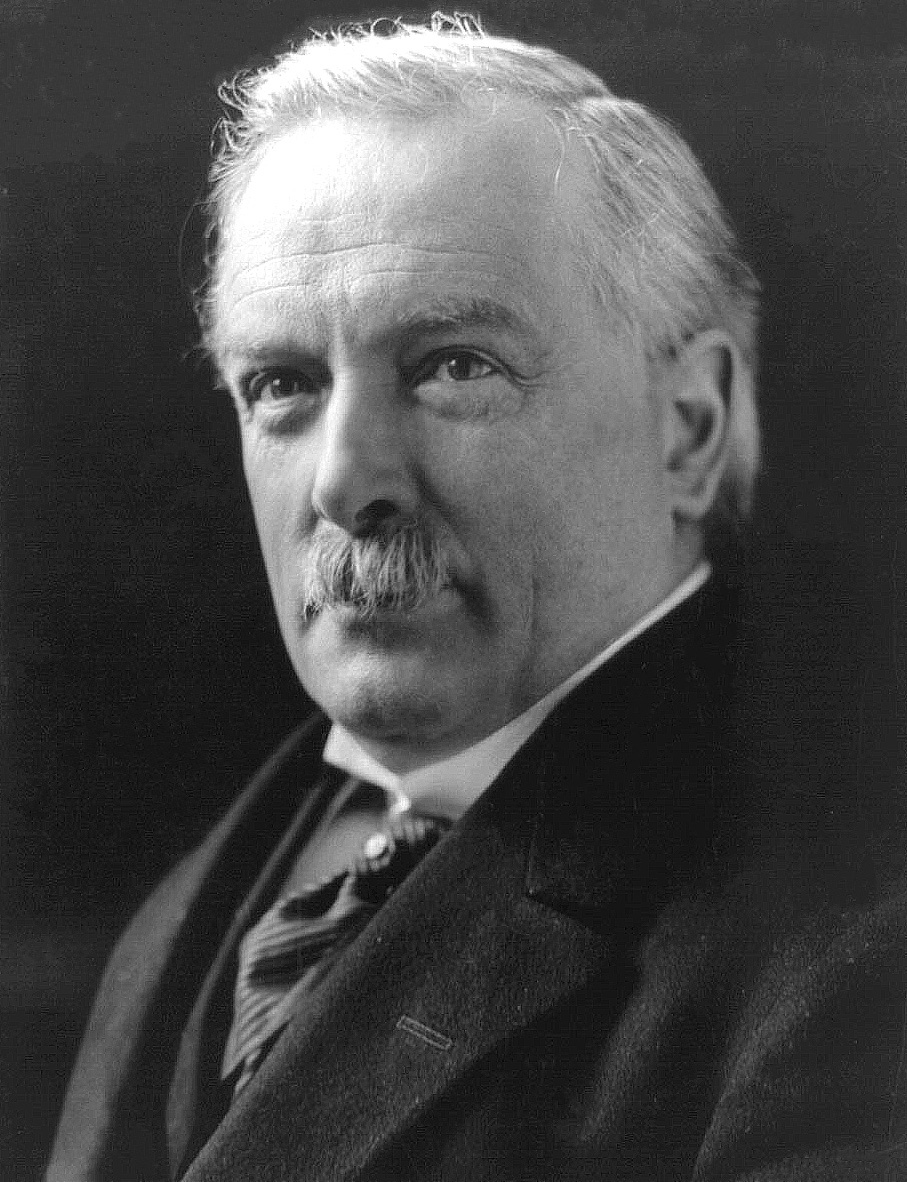
David Lloyd George.

La responsabilidad moral de las potencias extranjeras, fruto de sus intereses particulares sobre el espacio otomano, fue tan grave y criminal que el propio Lloyd George, primer ministro Británico entre 1916 y 1922, llegó a reconocer su complicidad con la brutal política seguida contra los armenios.

Sin nuestra siniestra intervención, la gran mayoría de los armenios habrían sido situados, por el Tratado de San Stefano de 1878, bajo la protección de la bandera rusa.

El Tratado de San Estefano preveía que las tropas rusas ocuparan las provincias armenias hasta la puesta en vigor de reformas satisfactorias. Por el Tratado de Berlín (1878) —enteramente debido a la presión conminatoria que nosotros ejercimos, y aclamada en nuestra patria como un triunfo británico que traía "la paz con honor"— este artículo fue suprimido.

Armenia tuvo así que ser sacrificada sobre el altar triunfal que nosotros habíamos erigido. Los rusos fueron forzados a retirarse; los infelices armenios volvieron una vez más bajo la bota de sus antiguos dueños, conminados a "introducir mejoras y reformas en las provincias habitadas por los armenios". Todos nosotros sabemos que esas presiones fueron despreciadas durante cuarenta años, enfureciendo las protestas repetidas procedentes del país que era el primer responsable de esta vuelta de Armenia bajo el yugo turco. La acción del gobierno británico condujo inevitablemente a las terribles masacres de 1895-97, de 1909 y en fin al holocausto de 1915, el peor de todos.

El gobierno británico fue además el primero en vulnerar los acuerdos firmados en el Tratado de Berlín al ocupar la isla de Chipre el 12 de julio de 1878.

## Política rusa
A su vez, tras la Conferencia de Berlín, el Imperio ruso comenzó a sentir como una gran amenaza el incremento de los movimientos revolucionarios en Transcaucasia que trataban de ayudar a sus vecinos para liberarse de la dominación otomana. El fantasma de una Armenia consolidada al otro lado de su frontera empujó al zar a adoptar una política de apoyo a las reformas impulsadas por Abdul Hamid II, en tanto que éstas permitían alimentar un conflicto turco-armenio que debilitaba a ambas partes. Esta perspectiva era compatible con las aspiraciones que, desde mucho tiempo atrás, Rusia tenía sobre ciertos territorios otomanos. En consecuencia su política se orientó hacia maquinaciones y maniobras diplomáticas que fueron en esa dirección.

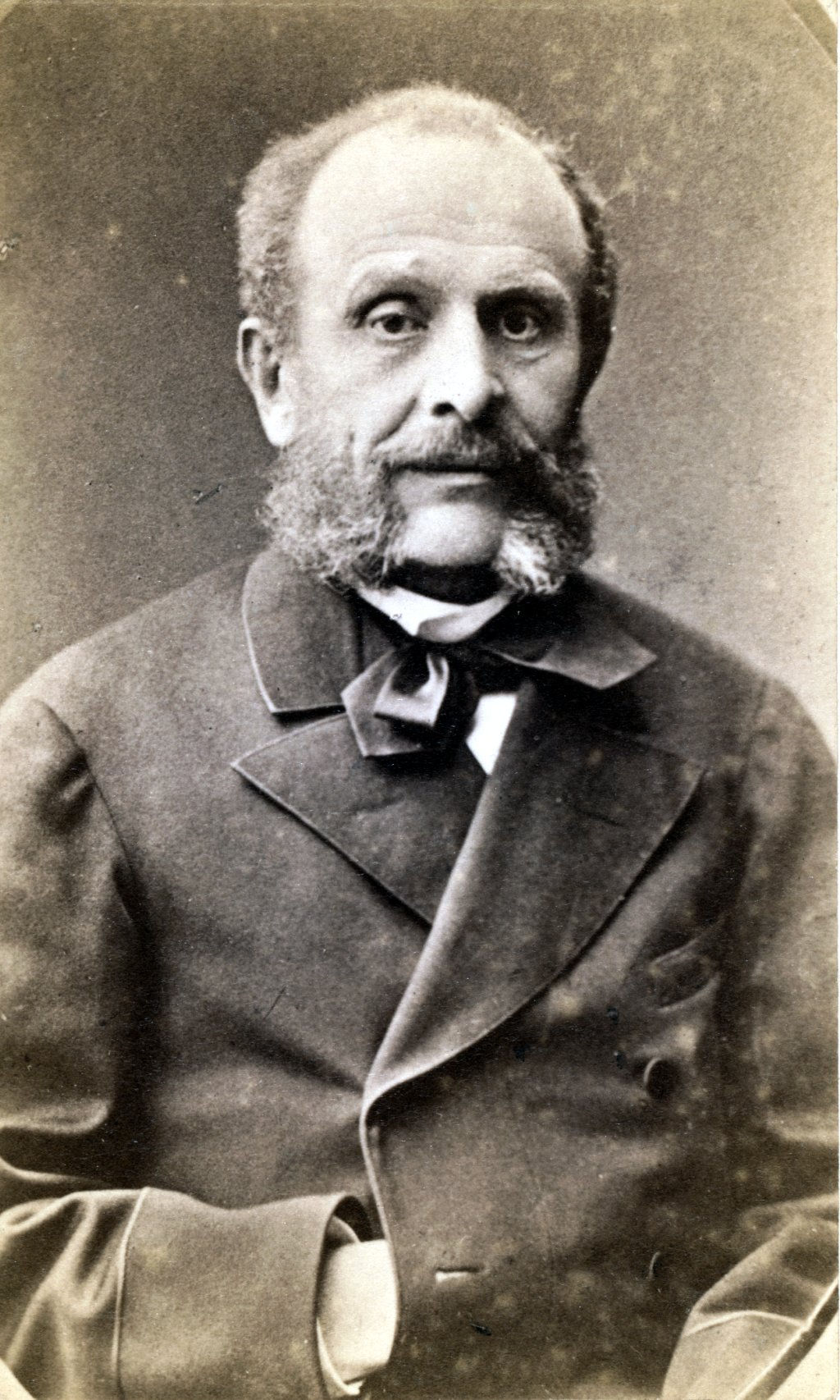
Nikolai de Giers.

El Ministro de Asuntos Exteriores ruso, Nikolai de Giers (1882-1895), pese a admitir que los armenios estaban "expuestos a abusos terribles por parte de la población musulmana, desde el punto de vista de la humanidad, no se puede estar indiferente hacia esta situación y es imposible negar esta realidad", también advertía que Rusia estaba "lejos de prestar alivio a la Cuestión Armenia (...) Rusia no encuentra ningún interés para ella y no hará nada para encontrar una solución rápida".
Tras esa declaración Giers diseñó a grandes rasgos la política armenia de Rusia en la que aseguraba:

Rusia no tiene ninguna razón para desear la formación de una segunda Bulgaria. El nacimiento de un principado armenio autónomo presentaría para Rusia el inconveniente de que los armenios rusos desearían también formar parte.

En consecuencia, durante las negociaciones mantenidas entre marzo y octubre de 1895 sobre las reformas armenias, el gobierno ruso rechazó la sugerencia británica de emplear la fuerza contra el Sultán y a su embajador en Estambul le fue transmitida la orden de aumentar su apoyo al gobierno otomano y abstenerse de participar en cualquier plan que previera una acción contra este. Según el embajador alemán en la capital rusa, San Petersburgo, "los rusos cooperan en apariencia con los británicos, pero, bajo cuerda, ellos apoyan al Sultán".
Algo que también corrobora el historiador turco Avcıoğlu cuando asegura que "Abdul Hamid estuvo en condiciones de continuar su política armenia gracias al apoyo clandestino del Zar".
De ese modo Abdul Hamid II se vio respaldado a la hora de rechazar el denominado “Programa de reformas de mayo”, que fue presentado durante ese mes de 1895 por la Potencias europeas.

## Política austrohúngara

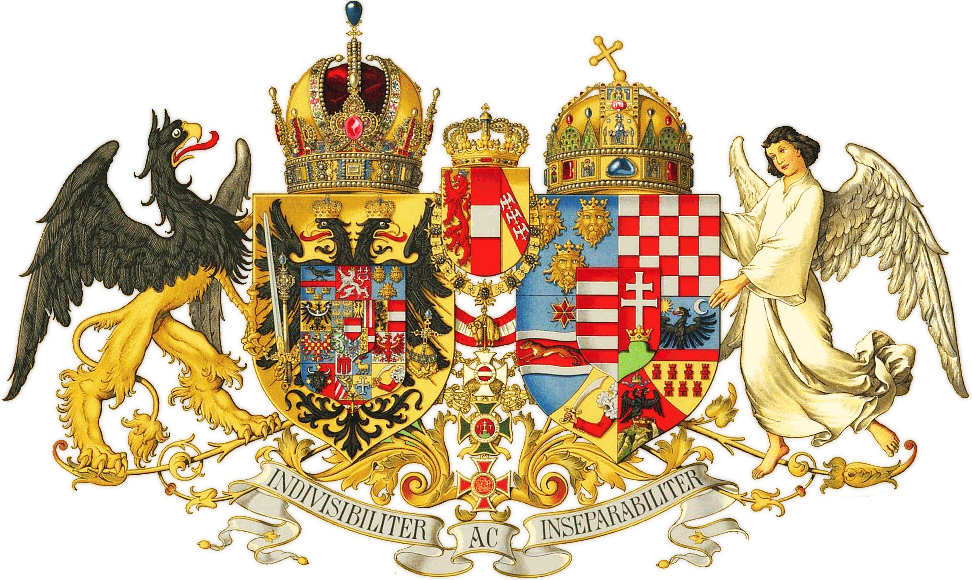
Escudo de Austria-Hungría.

Por su parte el Imperio austrohúngaro, con una organización muy próxima al otomano y contando con una población multiétnica que también enfrentaba conflictos interminables con respecto a las nacionalidades, apostó por la conservación del Imperio Otomano, pues su desintegración podía ser contagiosa para su territorio.
Pero por otra parte su política expansionista chocaba con la promulgación de reformas por parte del gobierno otomano por cuanto éstas tendían a reforzar y prolongar la viabilidad del Imperio. Austria, como Rusia, se oponían a medidas coactivas contra el Sultán, pues esperaban el momento oportuno para apoderarse de los territorios otomanos.
De modo que durante las masacres de 1894-96, el ministro austriaco de Asuntos Exteriores, Agenor Goluchowski (1895-1906), se opuso a cualquier propuesta coercitiva contra la Sublime Puerta a pesar de las dimensiones trágicas alcanzadas por el exterminio.
A este respecto, los comentarios del canciller fueron recogidos en un informe (17 de diciembre de 1895) enviado por el embajador británico en Viena, Sir Edmund Monson, a Londres. Y en el mismo se decía:

No importa que otra intervención condujera a la desintegración del Imperio otomano... Más allá de las recriminaciones al Sultán, las Potencias no pueden hacer nada por los armenios.

En unas declaraciones tomadas el 14 de enero de 1896, mientras continuaban las masacres contra los armenios otomanos, Goluchowski afirmó:

Ante esta perspectiva tan desoladora, es comprensible que ciertas personas estén alteradas por la idea de que Europa se muestra impotente (...) [y que] una acción de las Potencias o de alguna Potencia (...) pueda poner término a este exterminio de los pobres armenios. Pero los hombres de Estado están obligados en la práctica a considerar la situación desde otro punto de vista.

## Política francesa
Francia era una potencia privilegiada en sus vínculos con el Imperio otomano. Desde el establecimiento de relaciones diplomáticas, en 1535, había ido consiguiendo una serie de concesiones tanto para sus ciudadanos como en materia de comercio, derecho o religión. La cultura y la influencia francesa se habían convertido en predominantes a lo largo de todo el Imperio.
Durante el reinado de Abdul Hamid II la posición comercial de Francia había ganado en importancia, gracias a su firme apoyo durante la guerra de Crimea, con respecto al resto de las potencias europeas. En 1896 los capitales franceses, en materia de deuda e inversiones en el comercio y la industria otomana, habían superado a los del resto de las naciones extranjeras. Por todo ello, Francia deseaba a toda costa mantener ese estatus y mostraba su más franca oposición a cualquier tentativa de cambio que perjudicara sus intereses, cambiara o corrigiera el sistema otomano.
Durante la época de las masacres (1894-96) el ministro de Asuntos Exteriores dio claras muestras de apoyo al Sultán, deseando que la crisis fuera resuelta de la mejor forma posible.

## Política alemana

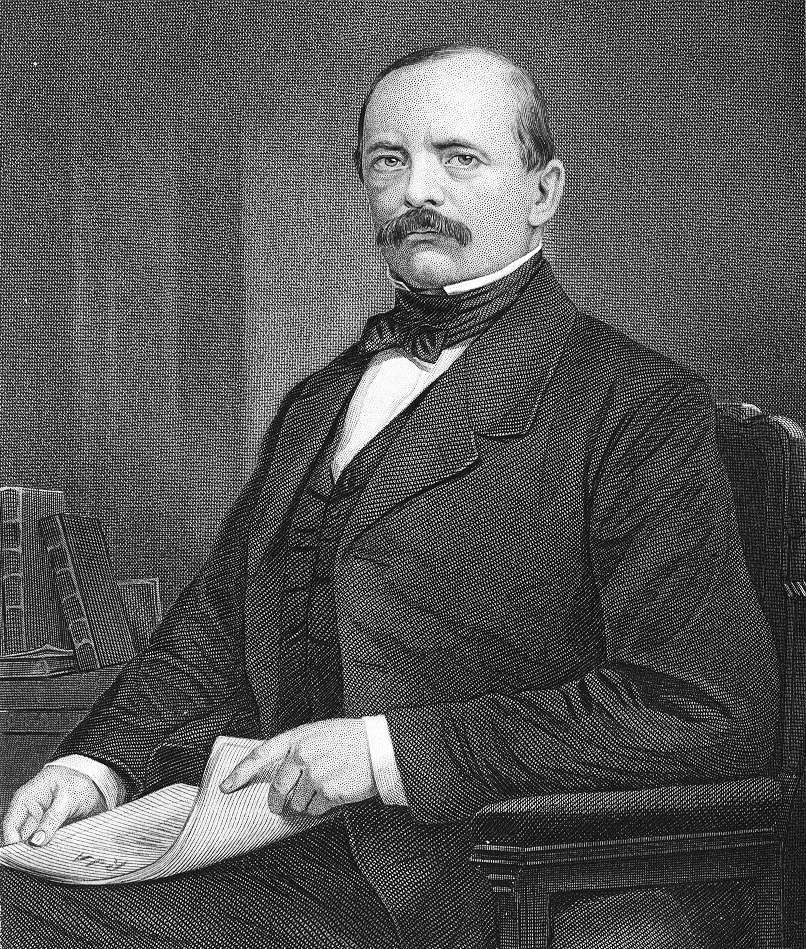
Otto von Bismarck en 1873.

Por último, Alemania enfrentó sus problemas internos durante el proceso de unificación con el auge de la cuestión armenia. El artífice de esta reunificación, Otto von Bismarck, también sentó las bases para la política alemana con respecto a la Cuestión Oriental. El principio director de esta política era el de evitar a toda costa la implicación en un conflicto, especialmente en lo referente a los armenios otomanos, del cual Alemania no sacaba ningún beneficio en la región ni de los pueblos que la habitaban. En consecuencia no había necesidad de intervenir en el conflicto, ni siquiera, por razones humanitarias.
A partir de 1890, y tras la dimisión de Bismarck, el emperador alemán Guillermo II mantuvo en lo esencial la política de no intervención en el espacio otomano, aunque comienza un interés creciente para aprovechar la debilidad del Sultán ante el resto de las potencias. Alemania no tenía a los ojos de este una tradición de conquistas imperialistas ni espíritu expansionista, por lo que esta imagen ayuda a la proliferación e impulso de proyectos económicos con los que va penetrando en la esfera del comercio y la industria del país. La construcción de la vía férrea Estambul-Bagdad es el más notorio de ellos.
La posición alemana frente a las masacres de armenios, como luego ocurriera durante la Primera Guerra Mundial, fue la de reforzar la impunidad del Sultán para aprovecharse de ese modo de las oportunidades de negocio. En 1898 mientras la opinión pública europea expresaba su horror y su condena por los hechos perpetrados contra los armenios, Guillermo II realizó una visita a Estambul con gran pompa y ceremonia en la que reforzó sus buenas relaciones con el poder otomano. Los alemanes mostraron su perdón, y tendieron a mostrarse indulgentes ante la criminal represión ejercida. Como resultado Alemania se convirtió en el actor preponderante desde el punto de vista comercial, industrial así como en el equipamiento militar para el ejército otomano, lo que significó un golpe a la posición de privilegio de la que había gozado Francia hasta ese momento.

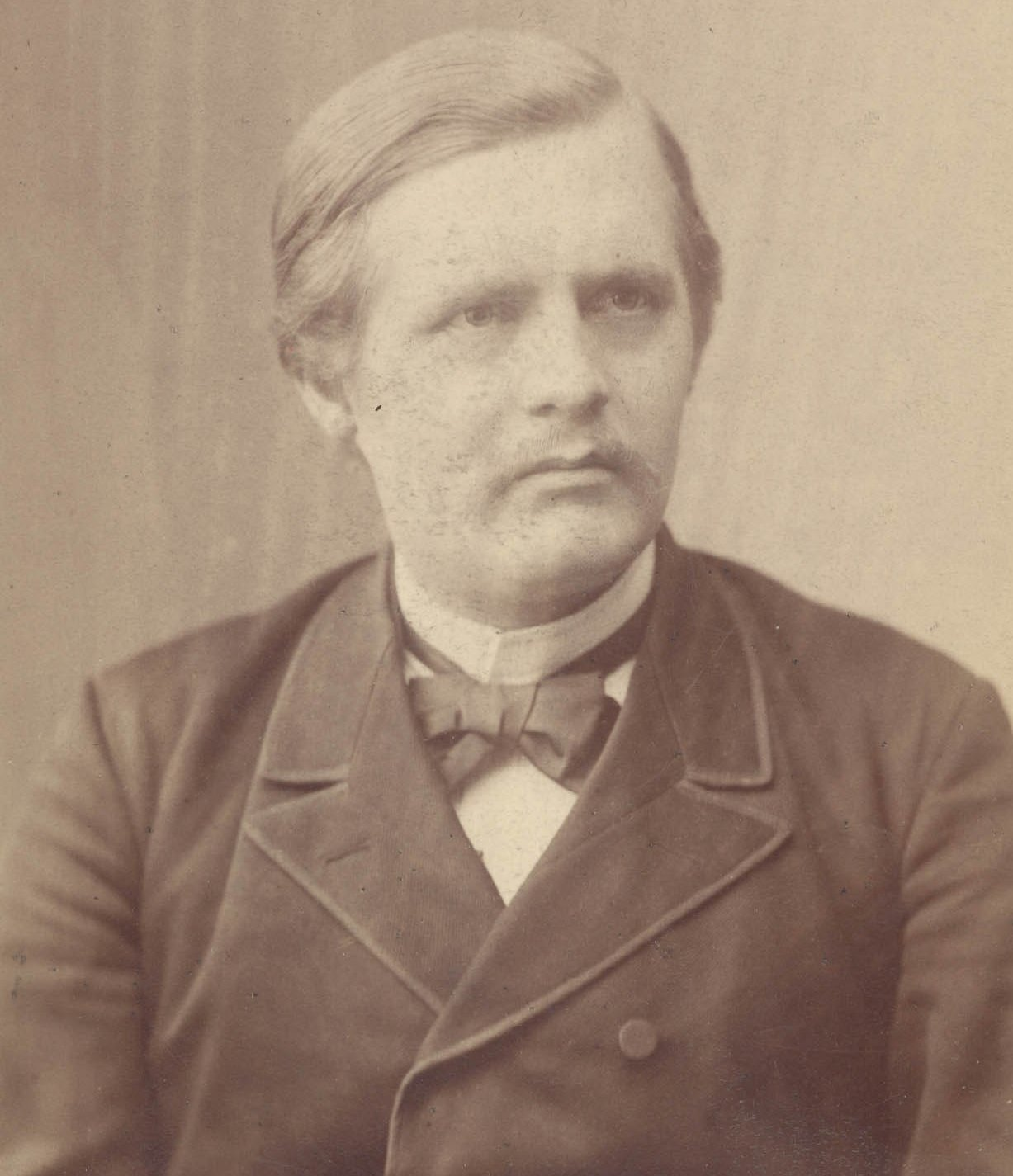
Friedrich Naumann en 1886.

La tesis políticamente dominante la expresó Friedrich Naumann, influyente político e ideólogo alemán, tras las masacres al decir que los intereses supremos de Alemania exigían el mantenimiento de "nuestra indiferencia política hacia los sufrimientos de los cristianos en el Imperio turco, por reprobables que sean para nuestros sentimientos privados".
Naumann consideraba el "armenicidio" como un acontecimiento político característico del método otomano de tratar los "asuntos internos", y que no era más que "una porción de historia política, tal como se escribe en Asia".
Estos mismos planteamientos fueron sostenidos por Alfons Mumm von Schwarzenstein, responsable de Oriente Medio en el Ministerio de Asuntos Exteriores alemán en noviembre de 1896. En una carta explicó que los armenios son una raza peligrosa y sediciosa que provocaron a los turcos al amenazar su existencia nacional. Que Alemania no tenía ningún interés en intervenir en favor de ellos porque, además, ninguna otra potencia lo hizo. Que teniendo en cuenta las amenazas que pesaban sobre la integridad del Imperio Otomano y los intereses comerciales de Alemania, los asesinatos en Armenia si bien eran deplorables debían ser considerados como un mal menor. Esta declaración constataba que Alemania no podía ser más que observadora de la escena evitando toda acción "que pudiera precipitar las cosas". Su análisis fue ratificado por las autoridades germanas.
Estos testimonios chocaron con las declaraciones que Bismarck había pronunciado durante la guerra Ruso-Turca (1877-1878) cuando condenó "las atrocidades odiosas cometidas por los turcos contra personas vulnerables y sin defensas. Es difícil de conservar una pasividad diplomática a la vista de tales barbaridades y creo que la indignación es general entre todas las potencias cristianas" por lo que exigió el envío de una nota de protesta a la Sublime Puerta de acuerdo con el resto de las potencias.
Gracias a la apertura de los archivos secretos rusos, se supo con posterioridad que Guillermo II cursó órdenes a sus embajadores en Rusia, Inglaterra y Francia, durante el periodo 1894-96, para que recopilaran toda la información a la que tuvieran acceso sobre los nacionalistas armenios en esos países para hacérsela llegar al Sultán. Al mismo tiempo ordenó a todos los cónsules en territorio otomano (que operaban en distintas provincias) "de tener informado a Abdul Hamid de todo lo que concerniera a los armenios que viven en sus distritos". Más de 32 agentes alemanes y austriacos espiaron a los armenios otomanos informando de ello al Sultán o a la embajada alemana. Por todo ello, se puede concluir que la aprobación alemana durante la Primera Guerra Mundial no fue más que la prolongación de la actitud mantenida durante el periodo de Abdul Hamid II, desempeñando un papel esencial en el genocidio, y dando su aval al crimen perpetrado.

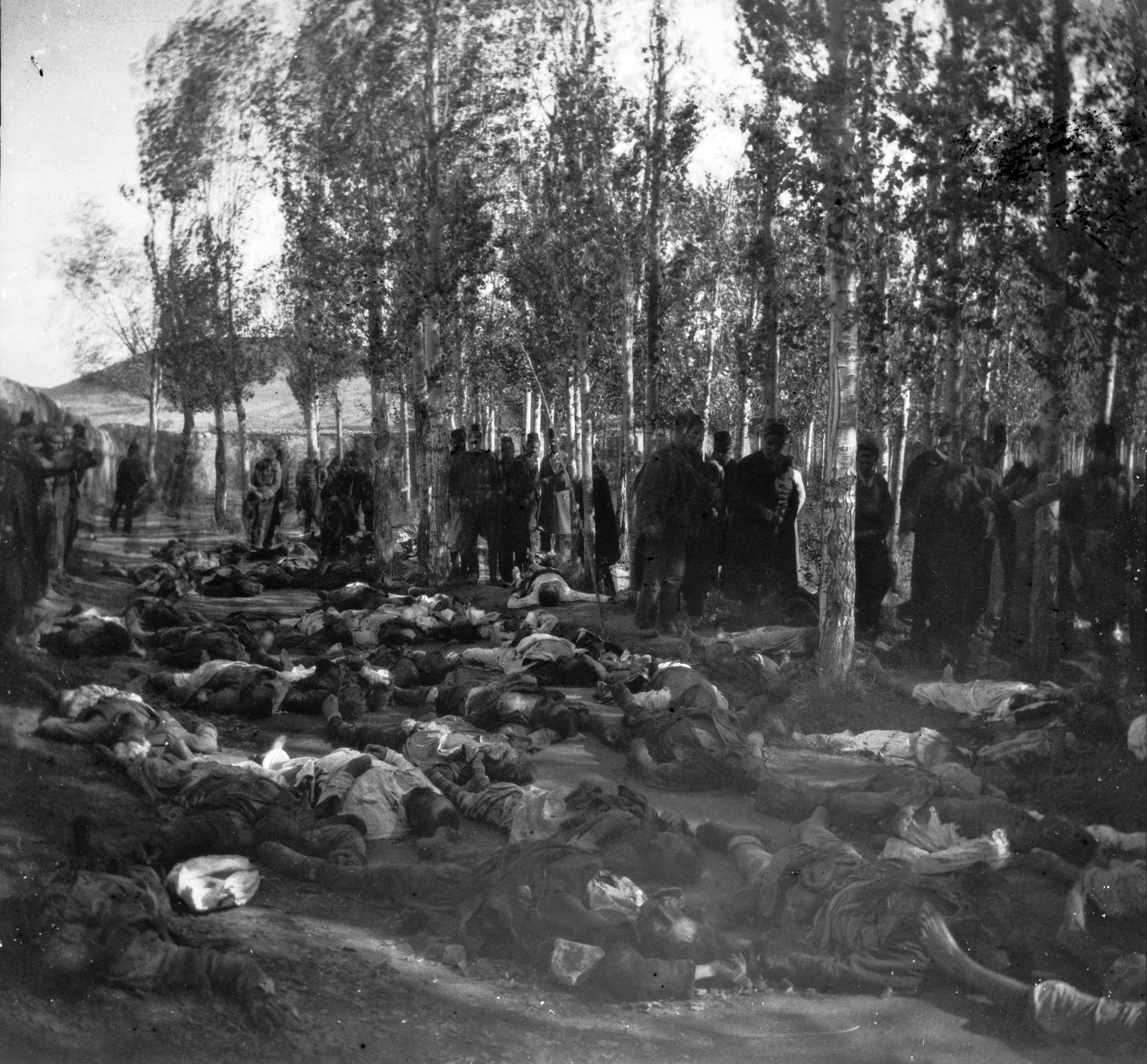
Masacres armenias en Erzurum, 1895.

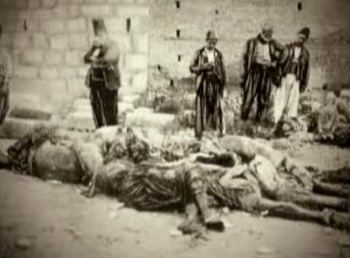
Masacres armenias en Adana, 1908.

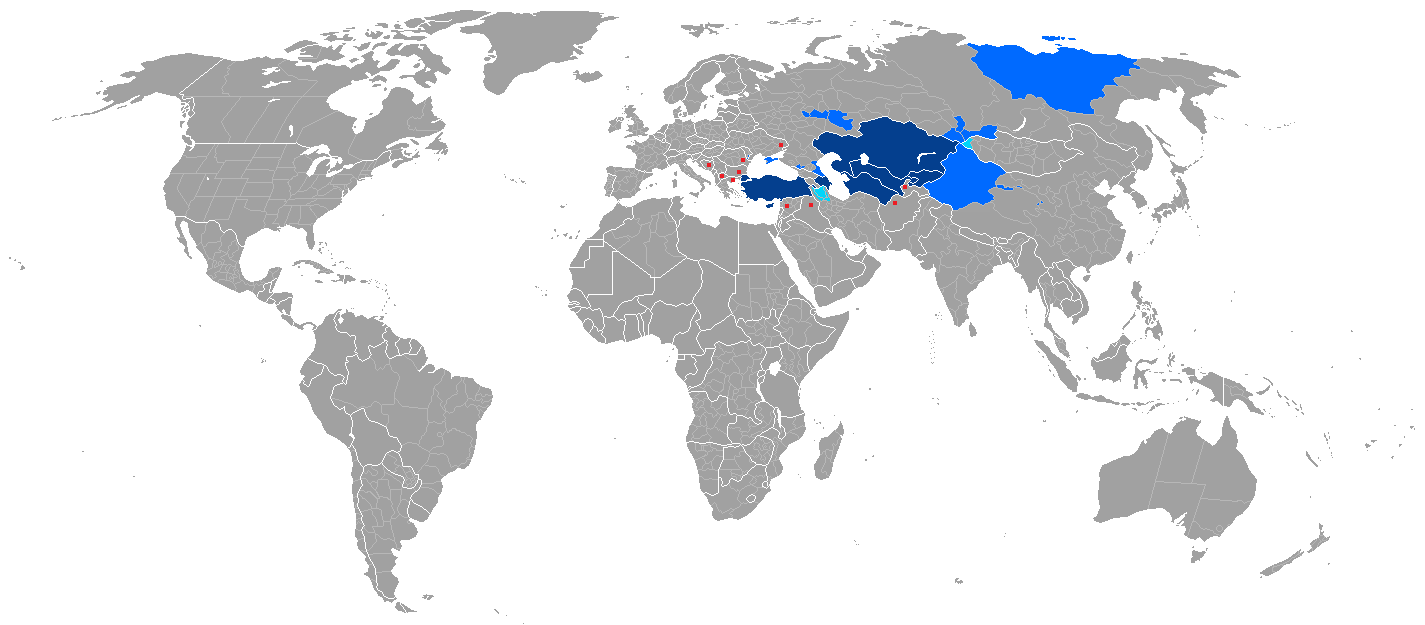
Turan, el imperio de los sueños del Panturquismo.

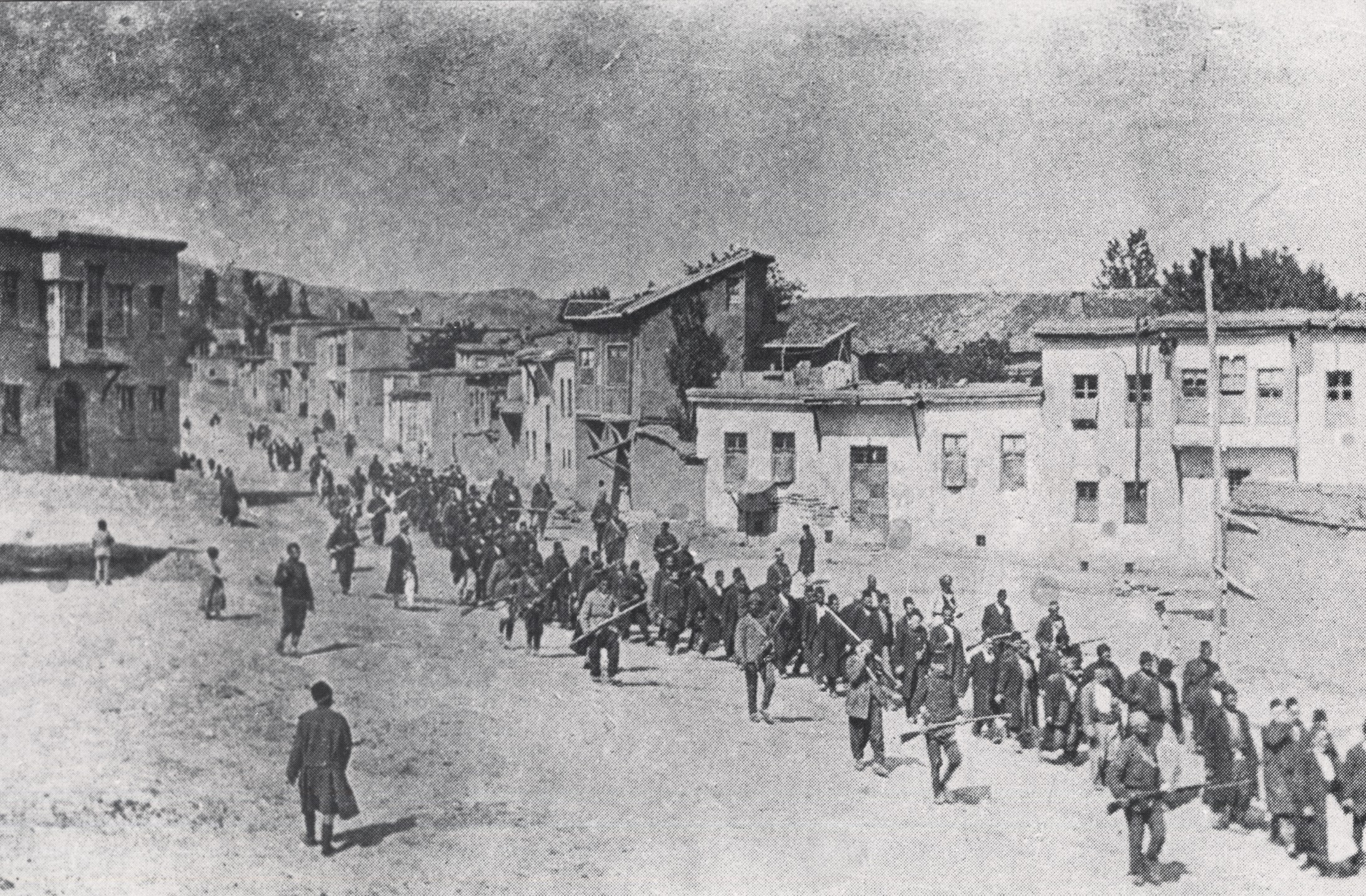
un fragmento del genocidio de los armenios, Vilayato de Kharberd, 1915.

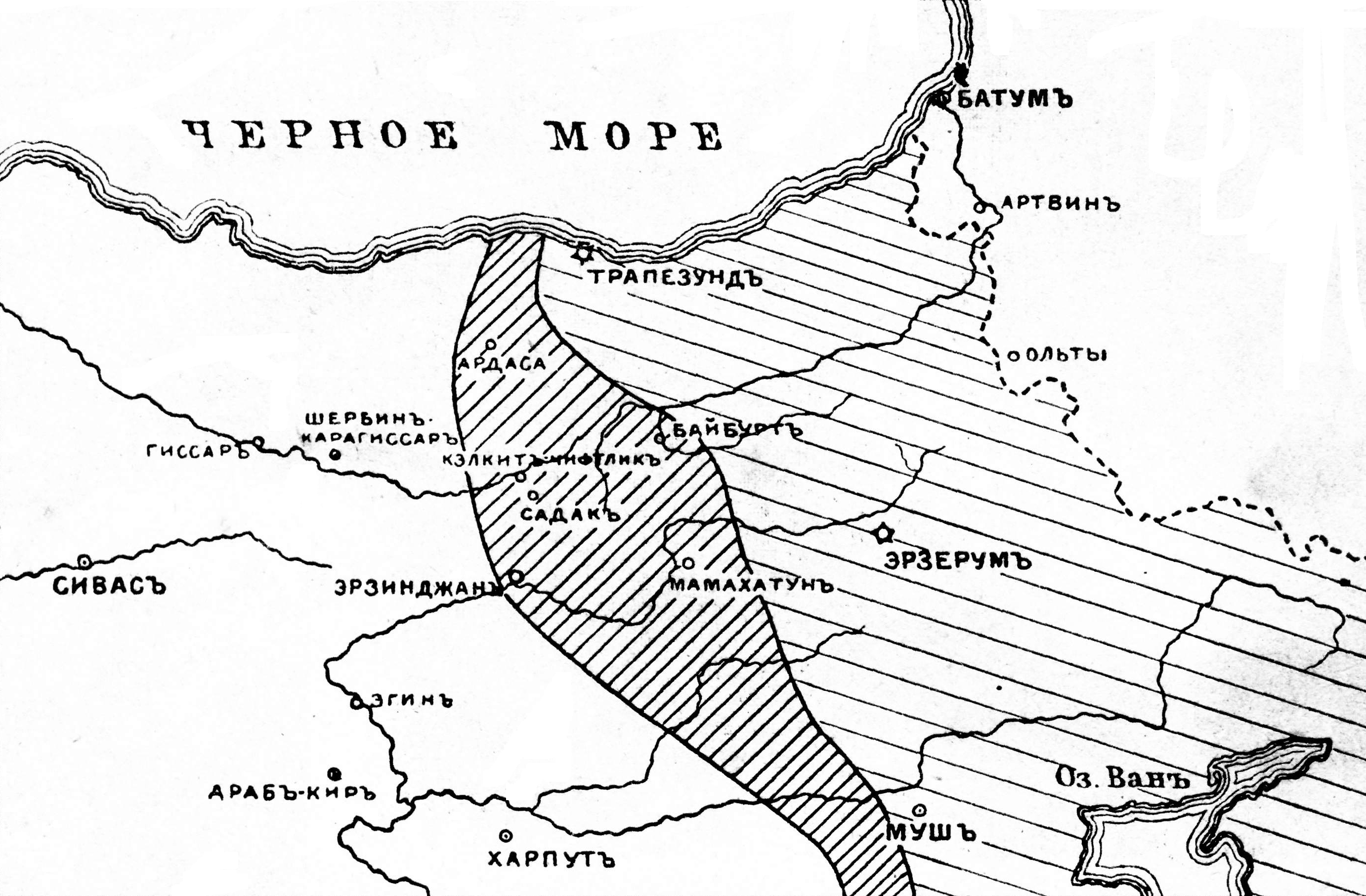
Primera Guerra Mundial, el ejército ruso y las tropas de voluntarios armenios avanzan en Armenia occidental, 1916.